# گرگ برسون
گرگ برسون (انگلیسی: Greg Burson؛ ‏ ۲۹ ژوئن ۱۹۴۹ – ۲۲ ژوئیهٔ ۲۰۰۸) بازیگر اهل ایالات متحده آمریکا بود. وی بین سال‌های ۱۹۷۲ تا ۲۰۰۴ میلادی فعالیت می‌کرد.

## گزیده فیلمشناسی
از فیلم‌ها یا برنامه‌های تلویزیونی که وی در آن نقش داشته‌است می‌توان به آثار زیر اشاره کرد.
- گربه‌سگ
- بتمن: مجموعه پویانمایی
- یاکو و واکو
- پارک ژوراسیک
- تام و جری: فیلم سینمایی